# مقاطعة بوفورت (كارولينا الجنوبية)
مقاطعة بوفورت هي مقاطعة في كارولينا الجنوبية، تتبع كارولاينا الجنوبية، بلغ عدد سكانها 162٬233  نسمة، في 2010، عاصمتها بيافورت، تبلغ مساحتها 2٬390 كيلومتر مربع.

## الموقع
تشترك في الحدود مع:
- مقاطعة كوليتون (كارولاينا الجنوبية)
- مقاطعة جاسبر (كارولينا الجنوبية)
- مقاطعة هامبتون (كارولينا الجنوبية).

## التقسيمات الإدارية
- بيافورت.

## أعلام
- مارفيس فرايزر
- جون بول
- روبرت ر. ريد
- جون لورنس
- ألكسندر لوتون